# СЛ-40 Лиска
СЛ-40 Лиска је једноседа школско-тренажна моторна једрилица, потпуно металне конструкције. Пројектовао ју је Центар за развој РО Ваздухопловство Соко из Мостара.

## Пројектовање и развој
У настојању да се направи летилица за  што јефтинију и ефикаснију обуку jедриличара и моторних пилота у фабрици Соко из  Мостара Радна организација "Ваздунопловство" приступила је пројектовању једне моторне једрилице. С обизиром на постојећу (расположиву) технологију у фабрици, донета је одлука да то буде летилица металне конструксије. Пројектовању се приступило 1980. године а прототип је први пут полетео 19. фебруара 1981. Након фабричког испитивања једрилица је предата ВОЦ на даље опитовање.

### Технички опис
Моторна једрилица СЛ-40 Лиска је нискокрилна летилица потпуно металне конструкције. Крила ове летилице су самоносећа са две рамењаче, трапезоидног облика са равним крајем. Крила су опремљена су аеродинамичким кочницама. Труп летилице је елипсастог облика и сужава се ка репу летилице. На предњој страни трупа налази се једноседа кабина. Кабина је поктивена поклопцем (хаубом) од плексистакла и отвара се унапред. Кабина је опремљена свим неопходним инсрументима за дневно летење, радио станицом, акумулатором за старт мотора и напајање електро уређаја и кисеоничким системом EROS/SFIM. Испред пилотске кабине смештен је четвороцилиндрични четворотактни ваздухом хлађени мотор Pieper-STARK STAMO MS 1500/2 са електричним стартовањем мотора. То је у ствари VW мотор од 1500 cmm прилагођен авио уградњи снаге 33kW (45KS) при 3.200 обртаја у минути. Једрилица има Hoffman-ову двокраку металну елису са непроменљивим кораком HO11-137B 85L. Кад се мотор искључи елиса се аутоматски поставља у положај „на нож”. Стајни трап једрилице се састоји од предњег увлачећег гуменог точка са добош кочницом, који се налази испод кабине пилота, два помоћа точка испод крила и клавирског точка на репу једрилице.

## Карактеристике
Карактеристике наведене овде се односе на моторну једрилицу SL-40 Liska.
| Финеса          | 1 : 22 при брзини km/h |
| Перформансе     | - максимална брзина 215 km/h - путна брзина 175 km/h - полетна брзина 71,5 km/h - столинг брзина km/h - брзина пењања m/s |
| Димензије       | - размах крила 15,00 m - дужина 6,40 m - висина 2,36 m - површина крила m² - виткост % - аеропрофил крила - макс. оптеречење крила; kg/m² - макс. оптерећење мотора 11,10 kg/KS                                                                                       |
| Маса            | - сопствена 358 kg - полетна 483 kg - макс. дозвољена 500 kg - водени баланс; нема |
| Остале величине | - Тип мотора Pieper-STARK STAMO MS 1500/2 - снага мотора 45 KS (33kW) - елиса Hoffmann HO11-137B 85L - долет 1030 km - аутономија лета 9,4h - плафон лета 6.600 m - дужина залета m - дужина полетања (Н=15m) 384 m - дужина слетања (Н=15m) m - дужина заустављања m |

## Оперативно коришћење
После успешно обављених испитивања, једрилица Лиска се користила у Соко Мостару као демонстрациона и ако је у току коришчења потврдила сва очекивања пројектаната она није нашла своје место на тржишту. Сем овог прототипа није направљен ни један други примерак ове једрилице. У вихору грађанског рата у БиХ ова једрилица је нестала.

## Земље које су користиле ову једрилицу
- Југославија